# Aissulu Tinibekova
Aissulu Tinibekova (kirguís: Айсулуу Тыныбекова; Província de Jalal-Abad, 4 de maig de 1993), és una lluitadora kirguís de lluita lliure. Va participar en els Jocs Olímpics de Londres 2012 en la categoria de 63 kg, aconseguint un 13è. posat. Va competir en quatre campionats mundials. Es va classificar en la setena posició en 2013. Va obtenir una medalla de bronze en els Jocs Asiàtics de 2014 i un 11è lloc en 2010. Va guanyar tres medalles en Campionats Asiàtics, d'or en 2016. Tercera en Universiada 2013 i Campionat Mundial de Júniors de l'any 2013.